# Кушнір Петро Назарович
Петро Назарович Кушнір (1901, с. Іванівка Вінницького району Вінницької області — 25 лютого 1971) — голова колгоспу, Герой Соціалістичної Праці.

## Біографічні відомості
Народився 1901 р. в с. Іванівка Вінницького району в селянській родині. В дитинстві працював у поміщика. У період з вересня 1922 р. по липень 1924 р. служив у Червоній армії. В 1924 році вступив до місцевої сільськогосподарської артілі, де обраний головою, а пізніше очолив сільраду в селах Іванівка та
Цвіжин. 
У 1928 – 1930 рр. перебував на посаді заступника голови райвиконкому. У 1930 р. повернувся до Іванівки, де впродовж 11 років очолював колективне господарство.
Під час Другої світової війни служив у Червоної армії. Восени 1946 р. знову очолив місцевий колгосп ім. Сталіна (пізніше – колгосп «Переможець»), яким керував майже сорок років. У 1947 році за трудові успіхи нагороджений орденом Леніна, а 26 лютого 1958 р. за особливі заслуги в розвитку сільського господарства, досягнення високих показників виробництва зерна, цукрових буряків, м'яса, молока та інших продуктів сільського господарства та впровадження у виробництво досягнень науки й передового досвіду йому присвоєно звання Героя Соціалістичної Праці з врученням ордена Леніна та золотої зірки «Серп і Молот». Також нагороджений медаллю «За перемогу над Німеччиною у Великій Вітчизняній війні 1941 – 1945 рр.».
Обирався депутатом районної та обласної рад депутатів трудящих.
Помер 25 лютого 1971 року.